# Santana de Pirapama
Santana de Pirapama là một đô thị thuộc bang Minas Gerais, Brasil. Đô thị này có diện tích 1220,985 km², dân số năm 2007 là 8549 người, mật độ 6,7 người/km².